# Vitryssland i olympiska sommarspelen 2012
Vitryssland deltog vid de olympiska sommarspelen 2012 i London, Storbritannien, som arrangerades mellan den 27 juli och den 12 augusti 2012.

## Medaljörer
| Medalj | Namn | Sport      | Gren                          |
| ------ | --- | ---------- | ----------------------------- |
| Guld   | Sergej Martynov                                                                                                | Skytte     | Herrarnas 50 m gevär liggande |
| Guld   | Max Mirnyj Viktoryja Azaranka                                                                                  | Tennis     | Mixed dubbel                  |
| Silver | Maryna Hantjarova Anastasia Ivankova Natalija Lesjtjyk Aljaksandra Narkevitj Ksenia Sankovitj Alina Tumilovitj | Gymnastik  | Truppmångkamp                 |
| Silver | Aljaksandr Bahdanovitj Andrej Bahdanovitj                                                                      | Kanotsport | Herrarnas C-2 1000 m          |
| Silver | Vadzim Machneu Raman Piatrusjenka                                                                              | Kanotsport | Herrarnas K-2 200 m           |
| Silver | Aljaksandra Herasimenja                                                                                        | Simning    | Damernas 100 m frisim         |
| Silver | Aljaksandra Herasimenja                                                                                        | Simning    | Damernas 50 m frisim          |
| Brons  | Liubov Tjarkasjyna                                                                                             | Gymnastik  | Individuell mångkamp          |
| Brons  | Volha Chudzenka Iryna Pamialova Nadzeja Papok Maryna Pautaran                                                  | Kanotsport | Damernas K-4 500 m            |
| Brons  | Viktoryja Azaranka                                                                                             | Tennis     | Damsingel                     |

## Badminton
| Spelare         | Gren      | Gruppspel                      | Gruppspel                             | Gruppspel | Eliminering       | Kvartsfinal       | Semifinal         | Final / brons     | Final / brons    |
| Spelare         | Gren      | Motståndare Poäng              | Motståndare Poäng                     | Placering | Motståndare Poäng | Motståndare Poäng | Motståndare Poäng | Motståndare Poäng | Placering        |
| --------------- | --------- | ------------------------------ | ------------------------------------- | --------- | ----------------- | ----------------- | ----------------- | ----------------- | ---------------- |
| Alesia Zaitsava | Damsingel | Nedelcheva (BUL) L 7–21, 19–21 | Firdasari (INA) L 10–21, 21–16, 14–21 | 3         | Gick inte vidare  | Gick inte vidare  | Gick inte vidare  | Gick inte vidare  | Gick inte vidare |

## Bordtennis
| Spelare              | Gren       | Inledande omgång     | Runda 1              | Runda 2              | Runda 3                 | Runda 4              | Kvartsfinal          | Semifinal            | Final                | Final            |
| Spelare              | Gren       | Motståndare Resultat | Motståndare Resultat | Motståndare Resultat | Motståndare Resultat    | Motståndare Resultat | Motståndare Resultat | Motståndare Resultat | Motståndare Resultat | Placering        |
| -------------------- | ---------- | -------------------- | -------------------- | -------------------- | ----------------------- | -------------------- | -------------------- | -------------------- | -------------------- | ---------------- |
| Viktoria Pavlovitj   | Damsingel  | bye                  | bye                  | bye                  | Silbereisen (GER) W 4–2 | Wang Y (SIN) L 3–4   | Gick inte vidare     | Gick inte vidare     | Gick inte vidare     | Gick inte vidare |
| Aleksandra Privalova | Damsingel  | bye                  | Xing H (CGO) W 4–2   | Liu J (AUT) L 2–4    | Gick inte vidare        | Gick inte vidare     | Gick inte vidare     | Gick inte vidare     | Gick inte vidare     | Gick inte vidare |
| Uladzimir Samsonaŭ   | Herrsingel | bye                  | bye                  | bye                  | Henzell (AUS) W 4–3     | Zhang J (CHN) L 3–4  | Gick inte vidare     | Gick inte vidare     | Gick inte vidare     | Gick inte vidare |

## Boxning
Herrar
| Boxare               | Gren          | Sextondelsfinal       | Åttondelsfinal         | Kvartsfinal             | Semifinal            | Final                | Final            |
| Boxare               | Gren          | Motståndare Resultat  | Motståndare Resultat   | Motståndare Resultat    | Motståndare Resultat | Motståndare Resultat | Placering        |
| -------------------- | ------------- | --------------------- | ---------------------- | ----------------------- | -------------------- | -------------------- | ---------------- |
| Vazgen Safarjants    | Lättvikt      | bye                   | Han S-c (KOR) L 13–13+ | Gick inte vidare        | Gick inte vidare     | Gick inte vidare     | Gick inte vidare |
| Michail Dauhaliavets | Lätt tungvikt | Gvodzyk (UKR) L 10–18 | Gick inte vidare       | Gick inte vidare        | Gick inte vidare     | Gick inte vidare     | Gick inte vidare |
| Siarhei Karnejeu     | Tungvikt      | i.u.                  | Castillo (ECU) W 21–12 | Mammadov (AZE) L 19–19+ | Gick inte vidare     | Gick inte vidare     | Gick inte vidare |

## Brottning
Damer, fristil
| Brottare             | Gren   | Kvalomgång           | Åttondelsfinal       | Kvartsfinal          | Semifinal            | Återkval 1           | Återkval 2           | Final / brons        | Final / brons |
| Brottare             | Gren   | Motståndare Resultat | Motståndare Resultat | Motståndare Resultat | Motståndare Resultat | Motståndare Resultat | Motståndare Resultat | Motståndare Resultat | Placering     |
| -------------------- | ------ | -------------------- | -------------------- | -------------------- | -------------------- | -------------------- | -------------------- | -------------------- | ------------- |
| Vanesa Kaladzinskaja | -48 kg | bye                  | Eshimova (KAZ) W 5–0 | Huynh (CAN) L 0–3    | Gick inte vidare     | Gick inte vidare     | Gick inte vidare     | Gick inte vidare     | 8             |
| Vasilisa Marzaliuk   | -72 kg | Zlateva (BUL) L 0–3  | Gick inte vidare     | Gick inte vidare     | Gick inte vidare     | Fransson (SWE) W 3–1 | Ali (CMR) W 3–0      | Unda (ESP) L 0–3     | 5             |

Herrar, fristil
| Brottare         | Gren    | Kvalomgång           | Åttondelsfinal       | Kvartsfinal           | Semifinal            | Återkval 1           | Återkval 2           | Final / Brons             | Final / Brons |
| Brottare         | Gren    | Motståndare Resultat | Motståndare Resultat | Motståndare Resultat  | Motståndare Resultat | Motståndare Resultat | Motståndare Resultat | Motståndare Resultat      | Placering     |
| ---------------- | ------- | -------------------- | -------------------- | --------------------- | -------------------- | -------------------- | -------------------- | ------------------------- | ------------- |
| Ali Sjabanau     | -66 kg  | bye                  | Frayer (USA) W 3–0   | Hasanov (AZE) L 1–3   | Gick inte vidare     | Gick inte vidare     | Gick inte vidare     | Gick inte vidare          | 10            |
| Soslan Gattsiev  | -84 kg  | bye                  | Louafi (ALG) W 3–1   | Zvirbulis (LAT) W 3–1 | Espinal (PUR) L 1–3  | bye                  | bye                  | Marsagisjvili (GEO) L 1–3 | 5             |
| Ruslan Sjeikhau  | -96 kg  | bye                  | Qazyumov (AZE) L 0–3 | Gick inte vidare      | Gick inte vidare     | Gick inte vidare     | Gick inte vidare     | Gick inte vidare          | 17            |
| Aleksej Sjemarov | -120 kg | bye                  | Ligeti (HUN) W 3–1   | Dlagnev (USA) L 1–3   | Gick inte vidare     | Gick inte vidare     | Gick inte vidare     | Gick inte vidare          | 8             |

Herrar, grekisk-romersk stil
| Brottare              | Gren    | Kvalomgång             | Åttondelsfinal            | Kvartsfinal             | Semifinal            | Återkval 1           | Återkval 2            | Final / brons        | Final / brons |
| Brottare              | Gren    | Motståndare Resultat   | Motståndare Resultat      | Motståndare Resultat    | Motståndare Resultat | Motståndare Resultat | Motståndare Resultat  | Motståndare Resultat | Placering     |
| --------------------- | ------- | ---------------------- | ------------------------- | ----------------------- | -------------------- | -------------------- | --------------------- | -------------------- | ------------- |
| Elbek Tazjyieu        | -55 kg  | bye                    | Hasegawa (JPN) L 0–3      | Gick inte vidare        | Gick inte vidare     | Gick inte vidare     | Gick inte vidare      | Gick inte vidare     | 16            |
| Aliaksandr Kikiniou   | -74 kg  | bye                    | Dilmuchamedov (KAZ) W 3–0 | Julfalakjan (ARM) L 0–3 | Gick inte vidare     | bye                  | Kobonov (KGZ) W 3–0   | Ahmadov (AZE) L 1–3  | 5             |
| Alim Selimau          | -84 kg  | bye                    | Chugajev (RUS) L 0–3      | Gick inte vidare        | Gick inte vidare     | bye                  | Gadzjijev (KAZ) L 1–3 | Gick inte vidare     | 12            |
| Tsimafei Dzeinitjenka | -96 kg  | Abdelfatah (EGY) W 3–1 | Arusaar (EST) W 3–1       | Guri (BUL) W 3–0        | Totrov (RUS) L 0–3   | bye                  | bye                   | Lidberg (SWE) L 1–3  | 5             |
| Joseb Tjugosjvili     | -120 kg | bye                    | Nabi (EST) L 1–3          | Gick inte vidare        | Gick inte vidare     | bye                  | Banak (POL) W 3–0     | Eurén (SWE) L 1–3    | 5             |

## Bågskytte
| Bågskytt                     | Gren                  | Ranking-runda | Ranking-runda | 32-delsfinal            | Sextondelsfinal    | Åttondelsfinal    | Kvartsfinal       | Semifinal         | Final             | Final            |                  |
| Bågskytt                     | Gren                  | Poäng         | Seedning      | Motståndare Poäng       | Motståndare Poäng  | Motståndare Poäng | Motståndare Poäng | Motståndare Poäng | Motståndare Poäng | Placering        |                  |
| ---------------------------- | --------------------- | ------------- | ------------- | ----------------------- | ------------------ | ----------------- | ----------------- | ----------------- | ----------------- | ---------------- | ---------------- |
| Katsiarjna Muliuk-Timofejeva | Damernas individuella | 644           | 33            | Sichenikova (UKR) W 6–4 | Ki B-b (KOR) L 2–6 | Gick inte vidare  | Gick inte vidare  | Gick inte vidare  | Gick inte vidare  | Gick inte vidare | Gick inte vidare |

## Cykling

### Landsväg
| Cyklist            | Gren                | Tid             | Placering       |
| ------------------ | ------------------- | --------------- | --------------- |
| Alena Amjaljusik   | Damernas linjelopp  | 3:35.36         | 15              |
| Jaŭhen Hutarovitj  | Herrarnas linjelopp | 5:46.37         | 53              |
| Vasil Kiryjenka    | Herrarnas linjelopp | Fullföljde inte | Fullföljde inte |
| Vasil Kiryjenka    | Herrarnas tempolopp | 54:30.29        | 12              |
| Branislaŭ Samojlaŭ | Herrarnas linjelopp | 5:46.37         | 78              |

### Bana
Sprint
| Cyklist       | Gren            | Kvalomgång           | Kvalomgång | Omgång 1                         | Omgång 2                         | Återkval 2                                  | Kvartsfinal                      | Semifinal                        | Final                                                          | Final     |
| Cyklist       | Gren            | Tid Hastighet (km/h) | Placering  | Motståndare Tid Hastighet (km/h) | Motståndare Tid Hastighet (km/h) | Motståndare Tid Hastighet (km/h)            | Motståndare Tid Hastighet (km/h) | Motståndare Tid Hastighet (km/h) | Motståndare Tid Hastighet (km/h)                               | Placering |
| ------------- | --------------- | -------------------- | ---------- | -------------------------------- | -------------------------------- | ------------------------------------------- | -------------------------------- | -------------------------------- | -------------------------------------------------------------- | --------- |
| Olha Panarina | Damernas sprint | 11.080 64.981        | 5          | Lee H-j (KOR) W 11.608 62.026    | Krupeckaitė (LTU) L              | Sullivan (CAN) Hansen (NZL) W 11.443 62.920 | Pendleton (GBR) L                | Gick inte vidare                 | 5:e plats-final Krupeckaitė (LTU) Guerra (CUB) Sjulika (UKR) L | 8         |

Keirin
| Cyklist       | Gren            | 1:a omgången | Återkval  | 2:a omgången     | Final     |
| Cyklist       | Gren            | Placering    | Placering | Placering        | Placering |
| ------------- | --------------- | ------------ | --------- | ---------------- | --------- |
| Olha Panarina | Damernas keirin | 6 R          | 5         | Gick inte vidare | 15        |

Förföljelse
| Cyklist                                                       | Gren                    | Kvalomgång | Kvalomgång | Semifinal              | Semifinal | Final                              | Final     |
| Cyklist                                                       | Gren                    | Tid        | Placering  | Motståndare Resultat   | Placering | Motståndare Resultat               | Placering |
| ------------------------------------------------------------- | ----------------------- | ---------- | ---------- | ---------------------- | --------- | ---------------------------------- | --------- |
| Alena Dylko Marya Lohvinava Aksana Papko Tatstsiana Sjarakova | Damernas lagförföljelse | 3.22,850   | 8 Q        | Nya Zeeland L 3.21,942 | 8         | Placeringslopp Tyskland W 3.20,245 | 7         |

Omnium
| Cyklist              | Gren            | Flygande varv | Flygande varv | Poänglopp | Poänglopp | Elimineringslopp | Ind. förföljelse | Ind. förföljelse | Scratch   | Tidskval | Tidskval  | Totalpoäng | Placering |
| Cyklist              | Gren            | Tid           | Placering     | Poäng     | Placering | Placering        | Tid              | Placering        | Placering | Tid      | Placering | Totalpoäng | Placering |
| -------------------- | --------------- | ------------- | ------------- | --------- | --------- | ---------------- | ---------------- | ---------------- | --------- | -------- | --------- | ---------- | --------- |
| Tatstsiana Sjarakova | Damernas omnium | 14,701        | 12            | 28        | 2         | 15               | 3.38,301         | 5                | 12        | 36,748   | 13        | 59         | 9         |

## Fotboll
Herrar
Tränare: Heorhij Kandratseŭ
| Nr | Pos. | Namn                    | Födelsedatum (ålder)     | Matcher | Mål |          | Klubb              |
| -- | ---- | ----------------------- | ------------------------ | ------- | --- | -------- | ------------------ |
| 1  | MV   | Aljaksandr Hutar        | 18 april 1989 (23 år)    |         |     | Belarus  | BATE Borisov       |
| 2  | MF   | Stanislaŭ Drahun*       | 4 juni 1988 (24 år)      |         |     | Belarus  | Dinamo Minsk       |
| 3  | F    | Ihar Kuzmjanok          | 6 juli 1990 (22 år)      |         |     | Belarus  | Homel              |
| 4  | F    | Siarhej Palitsevitsj    | 9 april 1990 (22 år)     |         |     | Belarus  | Dinamo Minsk       |
| 5  | MF   | Dzmitry Baha            | 4 januari 1990 (22 år)   |         |     | Belarus  | BATE Borisov       |
| 6  | F    | Aljaksej Haŭrylovitj    | 5 januari 1990 (22 år)   |         |     | Belarus  | Naftan Novopolotsk |
| 7  | F    | Maksim Vitus            | 11 februari 1989 (23 år) |         |     | Belarus  | Njoman Hrodna      |
| 8  | A    | Sjarhej Karnilenka*     | 14 juni 1983 (29 år)     |         |     | Ryssland | Krylja Sovetov     |
| 9  | A    | Uladzimir Chvasjtjynski | 10 maj 1990 (22 år)      |         |     | Belarus  | Dinamo Brest       |
| 10 | MF   | Renan Bressan*          | 3 november 1988 (23 år)  |         |     | Belarus  | BATE Borisov       |
| 11 | A    | Andrej Varankoŭ         | 8 februari 1989 (23 år)  |         |     | Belarus  | Njoman Hrodna      |
| 12 | F    | Aljakseŭ Kazloŭ         | 11 juli 1989 (23 år)     |         |     | Belarus  | Torpedo Zjodzina   |
| 13 | MF   | Ilja Aleksievitj        | 10 februari 1991 (21 år) |         |     | Belarus  | BATE Borisov       |
| 14 | A    | Jahor Zubovitj          | 1 juni 1989 (23 år)      |         |     | Belarus  | Naftan Novopolotsk |
| 15 | MF   | Artsiom Salavej         | 1 november 1990 (21 år)  |         |     | Belarus  | Torpedo Zjodzina   |
| 16 | MF   | Michail Hardzjajtjuk    | 23 oktober 1989 (22 år)  |         |     | Belarus  | Belsjina Babrujsk  |
| 17 | F    | Dzianis Paljakoŭ        | 17 april 1991 (21 år)    |         |     | Belarus  | BATE Borisov       |
| 18 | MV   | Andrej Sjtjarbakoŭ      | 31 januari 1991 (21 år)  |         |     | Belarus  | BATE Borisov       |

Gruppspel
| Nr | Lag         | S | V | O | F | GM | IM | MS | P |
| -- | ----------- | - | - | - | - | -- | -- | -- | - |
| 1  | Brasilien   | 3 | 3 | 0 | 0 | 9  | 3  | +6 | 9 |
| 2  | Egypten     | 3 | 1 | 1 | 1 | 6  | 5  | +1 | 4 |
| 3  | Vitryssland | 3 | 1 | 0 | 2 | 3  | 6  | −3 | 3 |
| 4  | Nya Zeeland | 3 | 0 | 1 | 2 | 1  | 5  | −4 | 1 |

| 6 | 26 juli, 19:45 | Vitryssland U23 | 1 – 0 | Nya Zeeland U23 | City of Coventry Stadium |  |
|   |                |                 |       |                 |                          |  |
|   |                |                 |       |                 |                          |  |
|   |                |                 |       |                 |                          |  |

| 9 | 29 juli, 15:00 | Brasilien U23 | 3 – 1 | Vitryssland U23 | Old Trafford, Manchester |  |
|   |                |               |       |                 |                          |  |
|   |                |               |       |                 |                          |  |
|   |                |               |       |                 |                          |  |

| 18 | 1 augusti, 14:30 | Egypten U23 | 3 – 1 | Vitryssland U23 | Hampden Park, Glasgow |  |
|    |                  |             |       |                 |                       |  |
|    |                  |             |       |                 |                       |  |
|    |                  |             |       |                 |                       |  |

## Friidrott

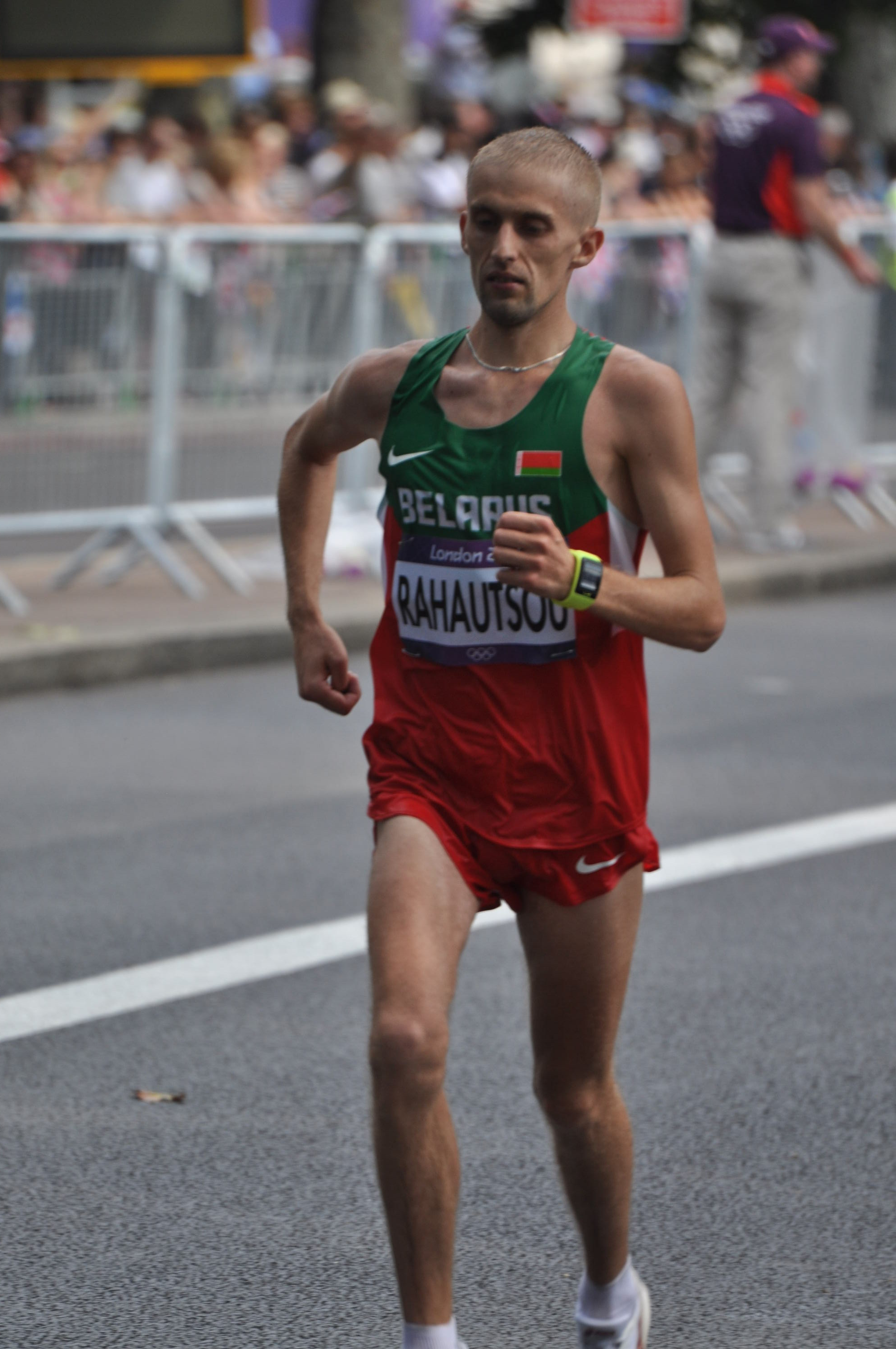
Stsiapan Rahautsou i herrarnas maraton

Förkortningar
- Notera – Placeringar gäller endast den tävlandes eget heat
- Q = Kvalificerade sig till nästa omgång via placering
- q = Kvalificerade sig på tid eller, i fältgrenarna, på placering utan att ha nått kvalgränsen
- NR = Nationellt rekord
- N/A = Omgången inte möjlig i grenen
- Bye = Idrottaren behövde inte delta i omgången

Damer
Bana och väg
| Idrottare                                                            | Event          | Heat     | Heat      | Kvartsfinal | Kvartsfinal | Semifinal        | Semifinal        | Final            | Final            |
| Idrottare                                                            | Event          | Resultat | Placering | Resultat    | Placering   | Resultat         | Placering        | Resultat         | Placering        |
| -------------------------------------------------------------------- | -------------- | -------- | --------- | ----------- | ----------- | ---------------- | ---------------- | ---------------- | ---------------- |
| Marina Arzamasova                                                    | 800 m          | 2.08,45  | 4         | i.u.        | i.u.        | Gick inte vidare | Gick inte vidare |                  |                  |
| Julija Baljkina                                                      | 100 m          | bye      | bye       | 11,70       | 7           | Gick inte vidare | Gick inte vidare |                  |                  |
| Hanna Drabenia                                                       | 20 km gång     | i.u.     | i.u.      | i.u.        | i.u.        | i.u.             | i.u.             | 1:31.58          | 25               |
| Volha Dubovskaja-Salevitj                                            | Maraton        | i.u.     | i.u.      | i.u.        | i.u.        | i.u.             | i.u.             | 2:39.12          | 78               |
| Natallia Kareiva                                                     | 1 500 m        | 4.06,87  | 3 Q       | i.u.        | i.u.        | 4.02,37          | 6 q              | 4.11,58          | 7                |
| Svjatlana Kouhan                                                     | Maraton        | i.u.     | i.u.      | i.u.        | i.u.        | i.u.             | i.u.             | 2:30.26          | 34               |
| Svjatlana Kudzelitj                                                  | 3 000 m hinder | 9.54,77  | 14        | i.u.        | i.u.        | i.u.             | i.u.             | Gick inte vidare | Gick inte vidare |
| Katsiarjna Paplauskaja                                               | 100 m häck     | DSQ      | DSQ       | i.u.        | i.u.        | Gick inte vidare | Gick inte vidare |                  |                  |
| Nastassja Ivanova                                                    | Maraton        | i.u.     | i.u.      | i.u.        | i.u.        | i.u.             | i.u.             | 2:30.25          | 33               |
| Alina Talaj                                                          | 100 m häck     | 12.71    | 1 Q       | i.u.        | i.u.        | 12.84            | 4                | Gick inte vidare | Gick inte vidare |
| Svjatlana Usovitj                                                    | 400 m          | 52,40    | 5         | i.u.        | i.u.        | Gick inte vidare | Gick inte vidare |                  |                  |
| Nastassia Jatsevitj                                                  | 20 km gång     | i.u.     | i.u.      | i.u.        | i.u.        | i.u.             | i.u.             | 1:35.41          | 48               |
| Alina Talaj Katsiarjna Hantjar Alena Nevmerzjitskaja Julija Baljkina | 4 x 100 m      | 43,90    | 7         | i.u.        | i.u.        | i.u.             | i.u.             | Gick inte vidare | Gick inte vidare |
| Iryna Chliustava Alena Kijevitj Ilona Usovitj Svjatlana Usovitj      | 4 x 400 m      | 3.26,52  | 5         | i.u.        | i.u.        | i.u.             | i.u.             | Gick inte vidare | Gick inte vidare |

Fältgrenar
| Idrottare                      | Gren           | Kval  | Kval      | Final            | Final            |
| Idrottare                      | Gren           | Längd | Placering | Längd            | Placering        |
| ------------------------------ | -------------- | ----- | --------- | ---------------- | ---------------- |
| Nadzeja Astaptjuk              | Kulstötning    | 20.76 | 1 Q       | 21.36            | DSQ*             |
| Janina Karoltjyk-Pravalinskaja | Kulstötning    | 17.87 | 18        | Gick inte vidare | Gick inte vidare |
| Alena Matoshka                 | Släggkastning  | 67.03 | 30        | Gick inte vidare | Gick inte vidare |
| Aksana Miankova                | Släggkastning  | 73.10 | 8 Q       | 74.40            | 7                |
| Natallja Michnevitj            | Kulstötning    | 18.60 | 10 q      | 18.42            | 11               |
| Nastassia Mirontjyk-Ivanova    | Längdhopp      | 6.66  | 6 q       | 6.72             | 7                |
| Marjna Novik                   | Spjutkastning  | 54.31 | 33        | Gick inte vidare | Gick inte vidare |
| Kseniya Pryiemka-Dziatsuk      | Tresteg        | NM    | —         | Gick inte vidare | Gick inte vidare |
| Veronika Shutkova              | Längdhopp      | 6.40  | 12 q      | 6.54             | 10               |
| Anastasiya Sjvedova            | Stavhopp       | 4.40  | 17        | Gick inte vidare | Gick inte vidare |
| Sviatlana Siarova              | Diskuskastning | 56.70 | 33        | Gick inte vidare | Gick inte vidare |
| Volha Sudarava                 | Längdhopp      | 6.38  | 14        | Gick inte vidare | Gick inte vidare |

Kombinerade grenar – sjukamp
| Idrottare      | Gren     | 100H  | HJ   | SP    | 200 m | LJ   | JT    | 800 m   | Final | Placering |
| -------------- | -------- | ----- | ---- | ----- | ----- | ---- | ----- | ------- | ----- | --------- |
| Jana Maksimava | Resultat | 13.97 | 1.89 | 14.09 | 25.43 | 5.99 | 42.33 | 2:13.37 | 6198  | 17        |
| Jana Maksimava | Poäng    | 983   | 1093 | 800   | 848   | 846  | 712   | 916     | 6198  | 17        |

Herrar
Bana och väg
| Idrottare          | Gren       | Heat     | Heat      | Semifinal        | Semifinal        | Final            | Final            |
| Idrottare          | Gren       | Resultat | Placering | Resultat         | Placering        | Resultat         | Placering        |
| ------------------ | ---------- | -------- | --------- | ---------------- | ---------------- | ---------------- | ---------------- |
| Anis Ananenka      | 800 m      | 1:49.61  | 7         | Gick inte vidare | Gick inte vidare | Gick inte vidare | Gick inte vidare |
| Maksim Lynsha      | 110 m häck | 13.47    | 3 Q       | 13.45            | 7                | Gick inte vidare | Gick inte vidare |
| Stsiapan Rahautsou | Maraton    | i.u.     | i.u.      | i.u.             | i.u.             | 2:23:23          | 64               |
| Dzianis Simanovitj | 20 km gång | i.u.     | i.u.      | i.u.             | i.u.             | 1:20:42          | 12               |
| Ivan Trotski       | 20 km gång | i.u.     | i.u.      | i.u.             | i.u.             | 1:21:23          | 16               |
| Ivan Trotski       | 50 km gång | i.u.     | i.u.      | i.u.             | i.u.             | 3:46:09          | 14               |

Fältgrenar
| Idrottare            | Gren          | Kval  | Kval      | Final            | Final            |
| Idrottare            | Gren          | Längd | Placering | Längd            | Placering        |
| -------------------- | ------------- | ----- | --------- | ---------------- | ---------------- |
| Andrei Tjuryla       | Höjdhopp      | NM    | —         | Gick inte vidare | Gick inte vidare |
| Uladzimir Kazlou     | Spjutkastning | 80.06 | 15        | Gick inte vidare | Gick inte vidare |
| Pavel Krjvitski      | Släggkastning | 71.49 | 28        | Gick inte vidare | Gick inte vidare |
| Pavel Lyzjyn         | Kulstötning   | 20.57 | 6 q       | 20.69            | 8                |
| Andrej Michnevitj    | Kulstötning   | 19.89 | 17        | Gick inte vidare | Gick inte vidare |
| Dzmitrj Platnitski   | Tresteg       | 16.62 | 12 q      | 16.19            | 12               |
| Valerj Sviatocha     | Släggkastning | 74.69 | 12 q      | 73.13            | 11               |
| Stanislau Tsivontjyk | Stavhopp      | 5.20  | 23        | Gick inte vidare | Gick inte vidare |

Kombinerade grenar – tiokamp
| Idrottare     | Gren     | 100 m | LJ   | SP    | HJ   | 400 m | 110H  | DT    | PV   | JT    | 1500 m  | Final | Placering |
| ------------- | -------- | ----- | ---- | ----- | ---- | ----- | ----- | ----- | ---- | ----- | ------- | ----- | --------- |
| Eduard Michan | Resultat | 10.74 | 6.94 | 14.75 | 1.93 | 48.42 | 14.15 | 44.42 | 4.40 | 55.69 | 4:38.06 | 7928  | 17        |
| Eduard Michan | Poäng    | 919   | 799  | 774   | 740  | 889   | 955   | 755   | 731  | 673   | 693     | 7928  | 17        |

## Fäktning
Herrar
| Idrottare                                                                | Gren                | Omgång 1               | Omgång 2              | Omgång 3                | Kvartsfinal       | Semifinal                                 | Final / BM                     | Final / BM       |
| Idrottare                                                                | Gren                | Motståndare Poäng      | Motståndare Poäng     | Motståndare Poäng       | Motståndare Poäng | Motståndare Poäng                         | Motståndare Poäng              | Placering        |
| ------------------------------------------------------------------------ | ------------------- | ---------------------- | --------------------- | ----------------------- | ----------------- | ----------------------------------------- | ------------------------------ | ---------------- |
| Aliaksandr Buikevitj                                                     | Sabel, individuellt | bye                    | Apithy (FRA) W 15–11  | Dumitrescu (ROU) L 6–15 | Gick inte vidare  | Gick inte vidare                          | Gick inte vidare               | Gick inte vidare |
| Dmitri Lapkes                                                            | Sabel, individuellt | bye                    | Beaudry (CAN) W 15–10 | Morehouse (USA) L 13–15 | Gick inte vidare  | Gick inte vidare                          | Gick inte vidare               | Gick inte vidare |
| Valeri Pryiemka                                                          | Sabel, individuellt | Honeybone (GBR) W 9–15 | Montano (ITA) L 9–15  | Gick inte vidare        | Gick inte vidare  | Gick inte vidare                          | Gick inte vidare               | Gick inte vidare |
| Aliaksandr Buikevitj Dmitri Lapkes Aliaksei Lichatjeuski Valeri Pryiemka | Sabel, lag          | i.u.                   | i.u.                  | i.u.                    | Italien L 44–45   | Klassificering semifinal Tyskland L 40–45 | Sjunde plats-final USA W 45–35 | 7                |

## Gymnastik

### Artistisk
Damer
| Idrottare                | Gren | Kval    | Kval    | Kval    | Kval    | Kval   | Kval      | Final            | Final            | Final            | Final            | Final            | Final            |
| Idrottare                | Gren | Redskap | Redskap | Redskap | Redskap | Totalt | Placering | Redskap          | Redskap          | Redskap          | Redskap          | Totalt           | Placering        |
| Idrottare                | Gren | F       | V       | UB      | BB      | Totalt | Placering | F                | V                | UB               | BB               | Totalt           | Placering        |
| ------------------------ | ---- | ------- | ------- | ------- | ------- | ------ | --------- | ---------------- | ---------------- | ---------------- | ---------------- | ---------------- | ---------------- |
| Nastassia Maratjkouskaja | Hopp | i.u.    | 13.800  | i.u.    | i.u.    | 13.800 | 10        | Gick inte vidare | Gick inte vidare | Gick inte vidare | Gick inte vidare | Gick inte vidare | Gick inte vidare |
| Nastassia Maratjkouskaja | Bom  | i.u.    | i.u.    | i.u.    | 13.558  | 13.800 | 35        | Gick inte vidare | Gick inte vidare | Gick inte vidare | Gick inte vidare | Gick inte vidare | Gick inte vidare |

Herrar
| Idrottare            | Gren | Kval    | Kval    | Kval    | Kval    | Kval    | Kval    | Kval   | Kval      | Final            | Final            | Final            | Final            | Final            | Final            | Final            | Final            |
| Idrottare            | Gren | Redskap | Redskap | Redskap | Redskap | Redskap | Redskap | Totalt | Placering | Redskap          | Redskap          | Redskap          | Redskap          | Redskap          | Redskap          | Totalt           | Placering        |
| Idrottare            | Gren | F       | PH      | R       | V       | PB      | HB      | Totalt | Placering | F                | PH               | R                | V                | PB               | HB               | Totalt           | Placering        |
| -------------------- | ---- | ------- | ------- | ------- | ------- | ------- | ------- | ------ | --------- | ---------------- | ---------------- | ---------------- | ---------------- | ---------------- | ---------------- | ---------------- | ---------------- |
| Dzmitrj Kaspiarovitj | Hopp | i.u.    | i.u.    | i.u.    | 16.333  | i.u.    | i.u.    | 16.333 | 9         | Gick inte vidare | Gick inte vidare | Gick inte vidare | Gick inte vidare | Gick inte vidare | Gick inte vidare | Gick inte vidare | Gick inte vidare |

### Rytmisk

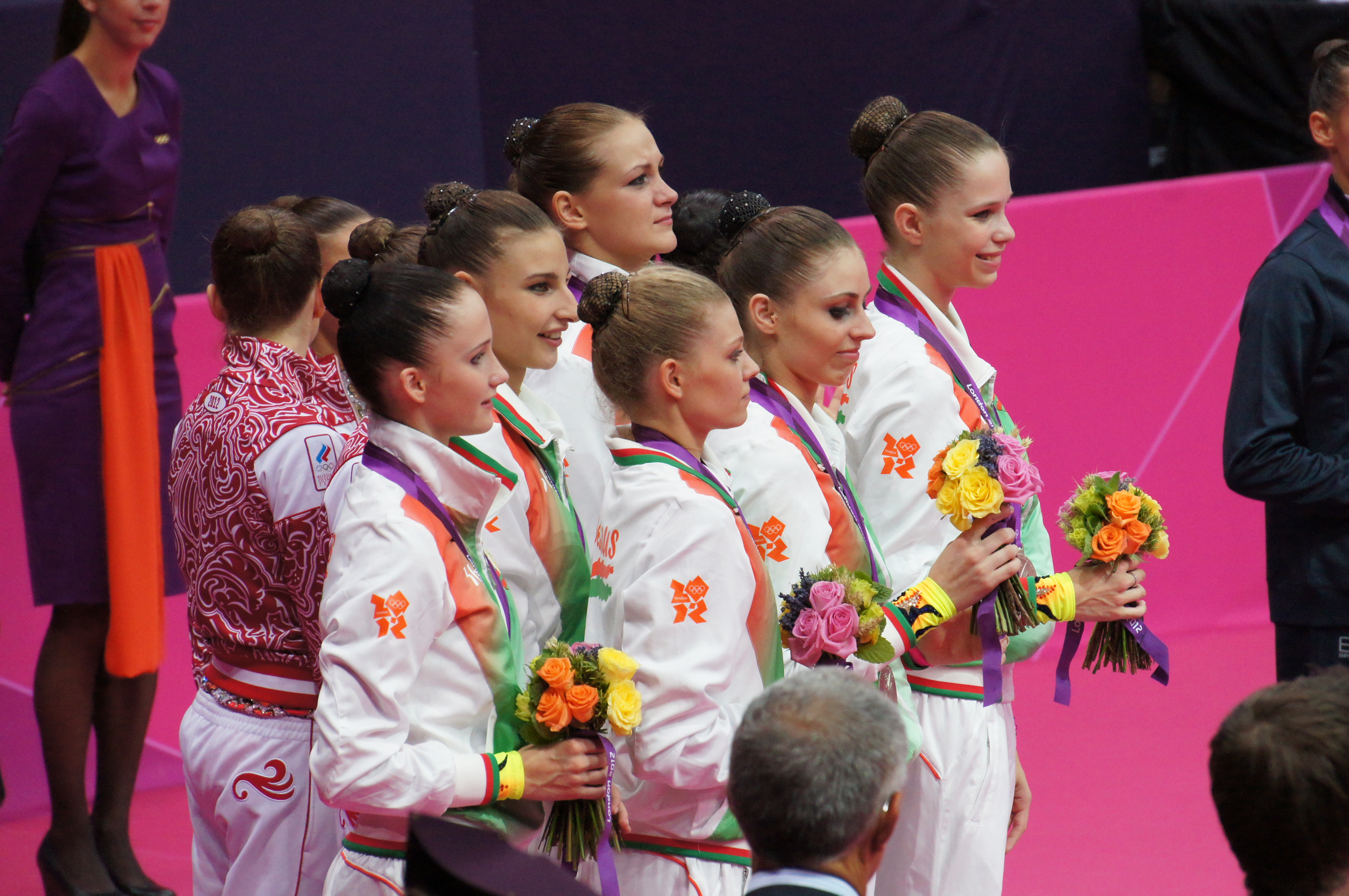
Vitryssland tog silver i lagmångkampen.

| Idrottare          | Gren         | Kval   | Kval     | Kval   | Kval   | Kval    | Kval      | Final            | Final            | Final            | Final            | Final            | Final            |
| Idrottare          | Gren         | Boll   | Tunnband | Käglor | Band   | Totalt  | Placering | Boll             | Tunnband         | Käglor           | Band             | Totalt           | Placering        |
| ------------------ | ------------ | ------ | -------- | ------ | ------ | ------- | --------- | ---------------- | ---------------- | ---------------- | ---------------- | ---------------- | ---------------- |
| Liubov Tjarkasjyna | Individuellt | 28.050 | 28.400   | 27.450 | 26.550 | 110.450 | 5 Q       | 28.100           | 28.000           | 27.525           | 28.075           | 111.700          | 3                |
| Melitina Staniouta | Individuellt | 27.500 | 26.700   | 27.600 | 26.875 | 108.675 | 12        | Gick inte vidare | Gick inte vidare | Gick inte vidare | Gick inte vidare | Gick inte vidare | Gick inte vidare |

| Idrottare | Gren  | Kval   | Kval              | Kval   | Kval      | Final    | Final             | Final  | Final     |
| Idrottare | Gren  | 5 rep  | 3 band 2 tunnband | Totalt | Placering | 5 bollar | 3 band 2 tunnband | Totalt | Placering |
| --- | ----- | ------ | ----------------- | ------ | --------- | -------- | ----------------- | ------ | --------- |
| Maryna Hantjarova Anastasia Ivankova Natalija Lesjtjyk Aljaksandra Narkevitj Ksenia Sankovitj Alina Tumilovitj | Trupp | 27.900 | 26.850            | 54.750 | 3 Q       | 27.825   | 27.675            | 55.500 | 2         |

### Trampolin
| Idrottare          | Gren   | Kval    | Kval      | Final            | Final            |
| Idrottare          | Gren   | Poäng   | Placering | Poäng            | Placering        |
| ------------------ | ------ | ------- | --------- | ---------------- | ---------------- |
| Tatsiana Piatrenia | Damer  | 104.755 | 3         | 55.670           | 5                |
| Viatjaslau Modzel  | Herrar | 103.880 | 12        | Gick inte vidare | Gick inte vidare |

## Judo
Herrar
| Idrottare       | Gren                    | 32-delsfinal                 | Sextondelsfinal               | Åttondelsfinal            | Kvartsfinal          | Semifinal                 | Återkval                 | Bronsmatch           | Final                | Final     |
| Idrottare       | Gren                    | Motståndare Resultat         | Motståndare Resultat          | Motståndare Resultat      | Motståndare Resultat | Motståndare Resultat      | Motståndare Resultat     | Motståndare Resultat | Motståndare Resultat | Placering |
| --------------- | ----------------------- | ---------------------------- | ----------------------------- | ------------------------- | -------------------- | ------------------------- | ------------------------ | -------------------- | -------------------- | --------- |
| Yauhen Biadulin | Halv tungvikt (-100 kg) | Schmidt (ARG) W 1001–0000    | Chajbulajev (RUS) L 0003–0111 | Gick inte vidare          | Gick inte vidare     | Gick inte vidare          | Gick inte vidare         | Gick inte vidare     | Gick inte vidare     |           |
| Ihar Makarau    | Tungvikt (+100 kg)      | El Shehaby (EGY) W 0021–0002 | Kamikawa (JPN) W 0011–0001    | Kim S-m (KOR) L 0002–0011 | Gick inte vidare     | Brayson (CUB) W 1001–0000 | Tölzer (GER) L 0001–1000 | Gick inte vidare     | 5                    |           |

## Kanotsport
Sprint
| Kanotist                                                      | Gren                | Heat     | Heat      | Semifinal | Semifinal | Final            | Final            |
| Kanotist                                                      | Gren                | Tid      | Placering | Tid       | Placering | Tid              | Placering        |
| ------------------------------------------------------------- | ------------------- | -------- | --------- | --------- | --------- | ---------------- | ---------------- |
| Marharyta Tsisjkevitj                                         | Damernas K1 200 m   | 43,841   | 5 Q       | 43,033    | 8         | Gick inte vidare | Gick inte vidare |
| Marharyta Tsisjkevitj                                         | Damernas K1 500 m   | 2.01,216 | 6 Q       | DSQ       | DSQ       | Gick inte vidare | Gick inte vidare |
| Volha Chudzenka Maryna Pautaran                               | Damernas K2 500 m   | 1.44,568 | 4 Q       | 1.43,152  | 5 FB      | 1.44,407         | 9                |
| Volha Chudzenka Iryna Pamialova Nadzeja Papok Maryna Pautaran | Damernas K4 500 m   | 1.33,676 | 3 Q       | 1.30,883  | 2 FA      | 1.31,400         | 3                |
| Dzianis Harazja                                               | Herrarnas C1 200 m  | 41,290   | 2 Q       | 41,427    | 2 FA      | 43,545           | 5                |
| Aleh Jurenja                                                  | Herrarnas K1 1000 m | 3.36,012 | 3 Q       | 3.29,825  | 2 FA      | 3.32,396         | 6                |
| Aliaksandr Zjukovski                                          | Herrarnas C1 1000 m | 4.06,190 | 3 Q       | 3.54,002  | 4 FA      | 3.51,166         | 7                |
| Aljaksandr Bahdanovitj Andrej Bahdanovitj                     | Herrarnas C2 1000 m | 3.42,599 | 3 Q       | 3.36,540  | 2 FA      | 3.35,206         | 2                |
| Vadzim Machneu Raman Piatrusjenka                             | Herrarnas K2 200 m  | 33,129   | 1 Q       | 32,641    | 1 FA      | 34,266           | 2                |

## Modern femkamp
| Idrottare             | Gren   | Fäktning (värja) | Fäktning (värja) | Fäktning (värja) | Simning (200 m frisim) | Simning (200 m frisim) | Simning (200 m frisim) | Ridsport (hästhoppning) | Ridsport (hästhoppning) | Ridsport (hästhoppning) | Kombinerat: skytte/löpning (10 m luftpistol)/(3000 m) | Kombinerat: skytte/löpning (10 m luftpistol)/(3000 m) | Kombinerat: skytte/löpning (10 m luftpistol)/(3000 m) | Totalpoäng | Slutpoäng |
| Idrottare             | Gren   | Resultat         | Placering        | MF-poäng         | Tid                    | Placering              | MF-poäng               | Straff                  | Placering               | MF-poäng                | Tid                                                   | Placering                                             | MF-poäng                                              | Totalpoäng | Slutpoäng |
| --------------------- | ------ | ---------------- | ---------------- | ---------------- | ---------------------- | ---------------------- | ---------------------- | ----------------------- | ----------------------- | ----------------------- | ----------------------------------------------------- | ----------------------------------------------------- | ----------------------------------------------------- | ---------- | --------- |
| Anastasiya Prokopenko | Damer  | 15–20            | =25              | 760              | 2.28,50                | 33                     | 1020                   | 60                      | 12                      | 1140                    | 11.06,00 OR                                           | 1                                                     | 2336                                                  | 5256       | 6         |
| Hanna Vasilionak      | Damer  | 16–19            | =22              | 784              | 2:32,87                | 36                     | 968                    | 184                     | 31                      | 1016                    | 12:49,61                                              | 29                                                    | 1924                                                  | 4692       | 32        |
| Dzmitry Meliakh       | Herrar | 17–18            | =13              | 808              | 2.03,67                | 13                     | 1316                   | 172                     | 31                      | 1028                    | 11.33,18                                              | 33                                                    | 2228                                                  | 5380       | 30        |
| Stanislau Zhurauliou  | Herrar | 20–15            | =6               | 880              | 2.06,80                | 21                     | 1280                   | 80                      | 19                      | 1120                    | 10.58,10                                              | 20                                                    | 2368                                                  | 5648       | 16        |

## Ridsport

### Fälttävlan
| Tävlande             | Häst    | Gren        | Dressyr | Dressyr   | Terrängbana | Terrängbana | Hoppning  | Hoppning  | Hoppning        | Hoppning        | Totalt | Totalt    |
| Tävlande             | Häst    | Gren        | Dressyr | Dressyr   | Terrängbana | Terrängbana | Kval      | Kval      | Final           | Final           | Totalt | Totalt    |
| Tävlande             | Häst    | Gren        | Straff  | Placering | Straff      | Placering   | Straff    | Placering | Straff          | Placering       | Straff | Placering |
| -------------------- | ------- | ----------- | ------- | --------- | ----------- | ----------- | --------- | --------- | --------------- | --------------- | ------ | --------- |
| Aliaksandr Faminou   | Pasians | Individuell | 63,7    | 68        | 52,8        | 57          | 34        | 52        | ej kvalificerad | ej kvalificerad | 150,5  | 52        |
| Alena Tseliapushkina | Passat  | Individuell | 69,1    | 70        | Utesluten   | Utesluten   | Utesluten | Utesluten | Utesluten       | Utesluten       |        | —         |

## Rodd
Damer
| Idrottare                      | Gren          | Heat    | Heat      | Återkval | Återkval  | Kvartsfinal | Kvartsfinal | Semifinal | Semifinal | Final   | Final     | Final |
| Idrottare                      | Gren          | Tid     | Placering | Tid      | Placering | Tid         | Placering   | Tid       | Placering | Tid     | Placering |       |
| ------------------------------ | ------------- | ------- | --------- | -------- | --------- | ----------- | ----------- | --------- | --------- | ------- | --------- | ----- |
| Ekaterina Karsten-Khodotovitch | Singelsculler | 7.30,31 | 1 QF      | bye      | bye       | 7.42,00     | 2 SA/B      | 7.44,94   | 3 FA      | 8.02,86 | 5         |       |

Herrar
| Idrottare                                                                  | Gren              | Heat    | Heat      | Återkval | Återkval  | Semifinal | Semifinal | Final   | Final     | Final |
| Idrottare                                                                  | Gren              | Tid     | Placering | Tid      | Placering | Tid       | Placering | Tid     | Placering |       |
| -------------------------------------------------------------------------- | ----------------- | ------- | --------- | -------- | --------- | --------- | --------- | ------- | --------- | ----- |
| Aliaksandr Kazubouski Vadzim Lialin Dzainis Mihal Stanislau Shcharbachenia | Fyra utan styrman | 5.53,26 | 3 SA/B    | bye      | bye       | 6.05,26   | 5 FB      | 6.09,31 | 7         |       |

## Segling
| Seglare              | Gren                  | Lopp | Lopp | Lopp | Lopp | Lopp | Lopp | Lopp | Lopp | Lopp | Lopp | Lopp | Summerad poäng | Finalplacering |
| Seglare              | Gren                  | 1    | 2    | 3    | 4    | 5    | 6    | 7    | 8    | 9    | 10   | M*   | Summerad poäng | Finalplacering |
| -------------------- | --------------------- | ---- | ---- | ---- | ---- | ---- | ---- | ---- | ---- | ---- | ---- | ---- | -------------- | -------------- |
| Tatiana Drozdovskaja | Damernas laser radial | 10   | 7    | 23   | 16   | 16   | 13   | 19   | 16   | DSQ  | 18   | EL   | 138            | 15             |
| Mikalai Zjukavets    | Herrarnas RS:X        | 26   | 22   | 23   | 14   | 26   | 16   | 27   | 21   | DNF  | 28   | EL   | 167            | 27             |

M = Medaljlopp; EL = Eliminerad – gick inte vidare till medaljloppet;

## Simhopp
Herrar
| Idrottare          | Gren | Kval   | Kval      | Semifinal        | Semifinal        | Final            | Final            |
| Idrottare          | Gren | Poäng  | Placering | Poäng            | Placering        | Poäng            | Placering        |
| ------------------ | ---- | ------ | --------- | ---------------- | ---------------- | ---------------- | ---------------- |
| Timofei Hordeichik | 10 m | 350,05 | 31        | Gick inte vidare | Gick inte vidare | Gick inte vidare | Gick inte vidare |
| Vadim Kaptur       | 10 m | 420,60 | 21        | Gick inte vidare | Gick inte vidare | Gick inte vidare | Gick inte vidare |

## Tennis
| Spelare                       | Gren        | Omgång 1                   | Omgång 2                                         | Åttondelsfinaler                   | Kvartsfinaler                     | Semifinaler                               | Final / BM                             | Final / BM       |
| Spelare                       | Gren        | Motståndare Poäng          | Motståndare Poäng                                | Motståndare Poäng                  | Motståndare Poäng                 | Motståndare Poäng                         | Motståndare Poäng                      | Placering        |
| ----------------------------- | ----------- | -------------------------- | ------------------------------------------------ | ---------------------------------- | --------------------------------- | ----------------------------------------- | -------------------------------------- | ---------------- |
| Alexander Bury Max Mirnyj     | Herrdubbel  | i.u.                       | Bhupathi Bopanna (IND) L 7–6(7-4), 6–7(7-4), 8-6 | Gick inte vidare                   | Gick inte vidare                  | Gick inte vidare                          | Gick inte vidare                       | Gick inte vidare |
| Viktoryja Azaranka            | Damsingel   | Begu (ROU) W 6–1, 3–6, 6–1 | Martínez (ESP) W 6–1, 6–2                        | Petrova (RUS) W 7–6(8–6), 6–4      | Kerber (GER) W 6–4, 7–5           | S. Williams (USA) L 1–6, 2–6              | Kirilenko (RUS) W 6–4, 6–3             | 3                |
| Viktoryja Azaranka Max Mirnyj | Mixeddubbel | i.u.                       | i.u.                                             | Kerber Petzschner (GER) W 6–2, 6–2 | Paes Mirza (IND) W 7–5, 7–6 (7–5) | Raymond M. Bryan (USA) W 3–6, 6–4, [10–7] | Robson Murray (GBR) W 2–6, 6–3, [10–8] | 1                |